# 스폰지 (프로게이머)
스폰지(본명: 배영준, 2004년 7월 25일 ~ )은 대한민국의 리그 오브 레전드 프로게이머이다. 아이디는 Sponge, 포지션은 정글이다. 현재 DRX에서 활동하고 있다.